# Płyn do spryskiwaczy

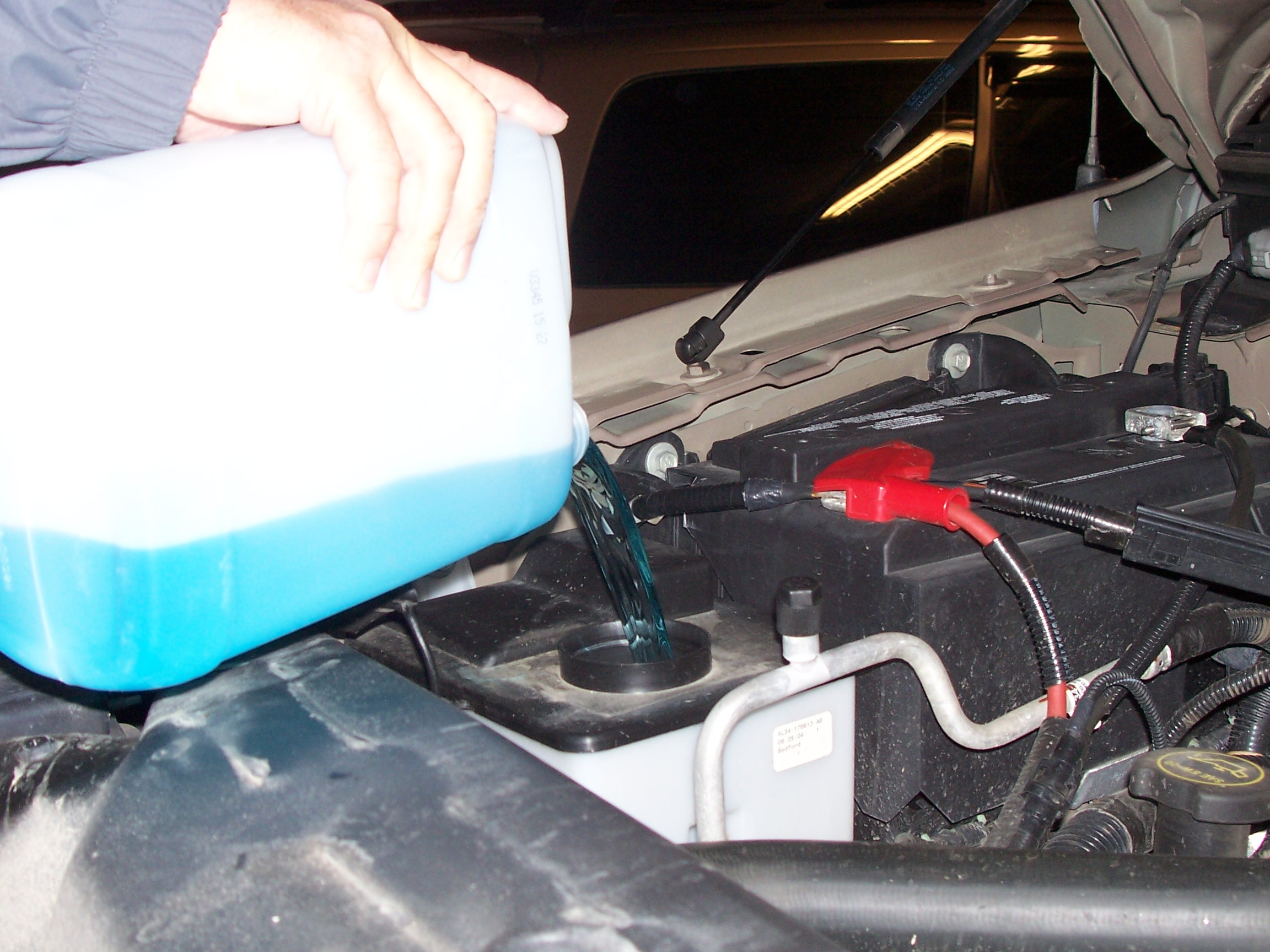
Uzupełnianie płynu do spryskiwaczy w zbiorniku

Płyn do spryskiwaczy – płyn używany do napełnienia zbiornika spryskiwaczy w samochodzie lub innym pojeździe w celu spryskiwania nim szyb. Ułatwia on usunięcie zabrudzeń z szyby przy pomocy wycieraczek. Rozróżnia się płyn letni i zimowy. Zimowy płyn do spryskiwaczy charakteryzuje się dużą zawartością alkoholu, dzięki czemu nie zamarza zimą, a dodatkowo rozpuszcza zalegający na szybie lód. W charakterze płynu do spryskiwaczy można używać także zwykłej wody, ale ma to pewne wady. Woda zamarza w ujemnych temperaturach i słabiej usuwa brud z szyb. 
Letni płyn do spryskiwaczy posiada znacznie mniejsze stężenie alkoholu, co sprawia, że dobrze sprawdza się tylko w dodatnich temperaturach. Do jego najważniejszych właściwości można zaliczyć skuteczniejsze oczyszczanie szyby ze śladów po owadach oraz innych zabrudzeniach pochodzenia organicznego niż w przypadku zimowego płynu do spryskiwaczy.